# Bathycolpodes subferrata
Bathycolpodes subferrata là một loài bướm đêm trong họ Geometridae.